# Eurysthea koepckei
Eurysthea koepckei là một loài bọ cánh cứng trong họ Cerambycidae.